# Macintosh Business Unit
Macintosh Business Unit (неофициально известно как «Mac BU» или «MacBU») — это оперативное подразделение корпорации Microsoft, которое производит программное обеспечение для операционной системы Mac OS.
MacBU основано 7 января 1997 года и находится в рамках «Microsoft’s Specialized Devices» и «Applications Group» внутри «The Entertainment and Devices Division».
Macintosh Business Unit является одним из крупнейших разработчиков программного обеспечения для Macintosh вне Apple, в настоящее время внутри компании работают более 180 человек, и по некоторым оценкам её годовой доход составляет приблизительно 350 миллионов долларов.

## Продукция
Macintosh Business Unit разрабатывает версию Microsoft Office для Macintosh, а также Microsoft Messenger и Remote Desktop Client. Существует и другое программное обеспечение, разработанное компанией, но оно поддерживается только на устройствах 2014 года и позднее

## История
До основания подразделения Macintosh Business Unit, Microsoft собственноручно разрабатывала программное обеспечение для Macintosh, в действительности, с 1984 года, когда Microsoft выпустила Word 1.0 для Macintosh. Далее, с ошеломительным ростом и популярностью операционной системы Windows в 1990-х годах, появилось опасение, что Microsoft может прекратить разработку ключевых продуктов всех версий для Macintosh, в частности, главную разработку Microsoft Office для Mac, поэтому было утверждено создать Macintosh Business Unit в 1997 году с 5-летним контрактом в Microsoft, чтобы продолжать разработку и поддержку программного обеспечения для Macintosh. 10 января 2006 года на всемирной конференции «MacWorld Expo» контракт был продлён.